# Godthåbsfjorden
Godthåbsfjorden (grönländska: Nuup Kangerlua) en fjord i den sydvästra delen av Grönland i kommunen Sermersooq. Fjorden är Västgrönlands största fjordsystem med den största bredden på cirka 30 km och den längsta fjordarmen som mäter 160 km från inlandsisen till mynningen i Labradorhavet.